# St. Laurentius (Büchelberg)
Die römisch-katholische Kirche St. Laurentius in Wörth am Rhein steht im Ortsbezirk Büchelberg an der Dorfbrunnenstraße im Kreis Germersheim (Rheinland-Pfalz). Sie gehört zur Wörther Pfarrei Heiliger Christophorus im Bistum Speyer und trägt das Patrozinium des heiligen Laurentius von Rom. Die barocke Westfassade des Kirchengebäudes steht unter Denkmalschutz.

## Beschreibung
Ein Saalbau im Stil des Barock bildet den Kern des Kirchengebäudes; es ist mit dem Jahr 1743 bezeichnet. Dessen Westfassade verfügt über ein Rundbogenportal. Der barocke Dachreiter wird von einer Turmhaube gekrönt.
Der moderne Anbau wurde als neues Langhaus angelegt, sodass das ursprüngliche Langhaus einschließlich des Chors nun ein „Querhaus“ darstellen.

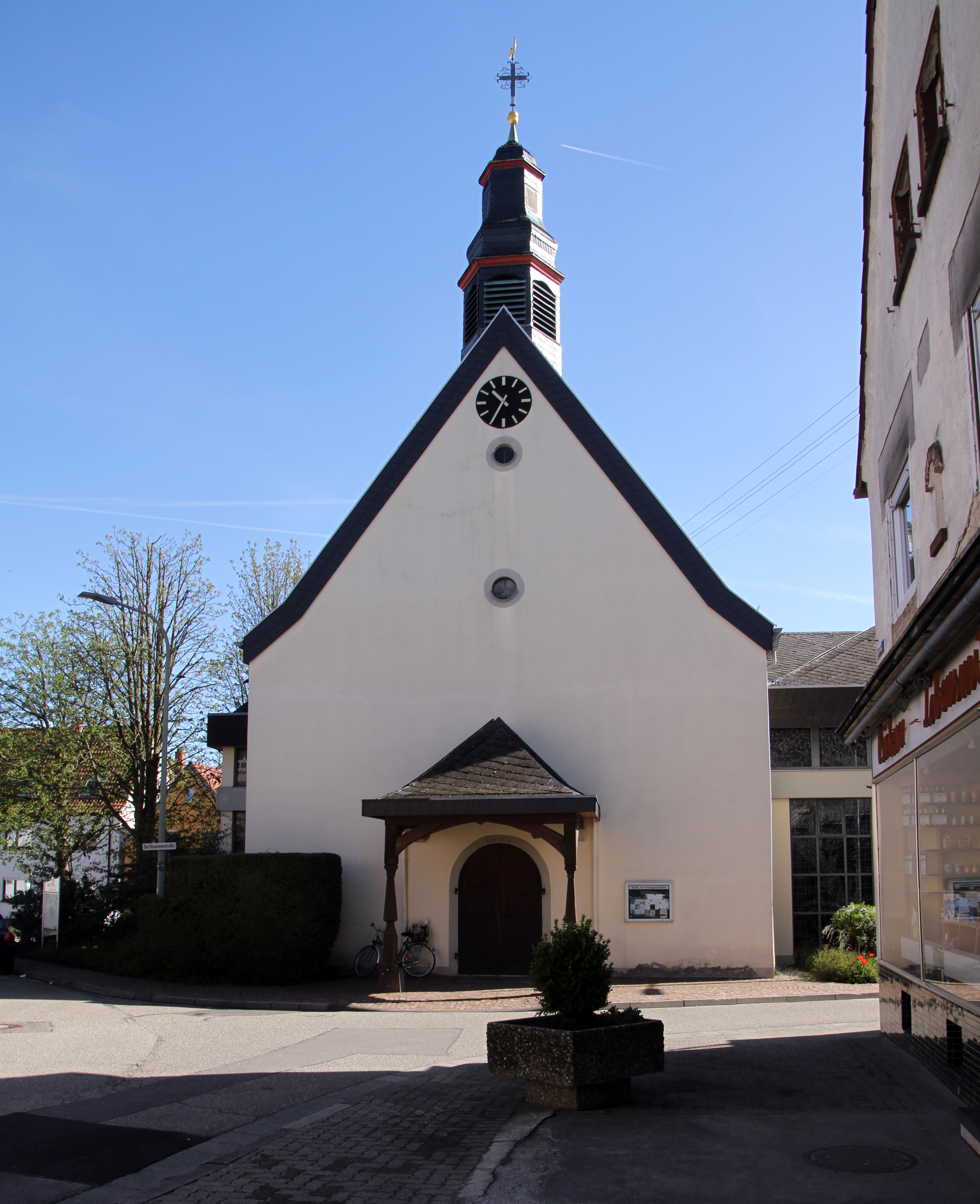
Denkmalgeschützte Westfassade
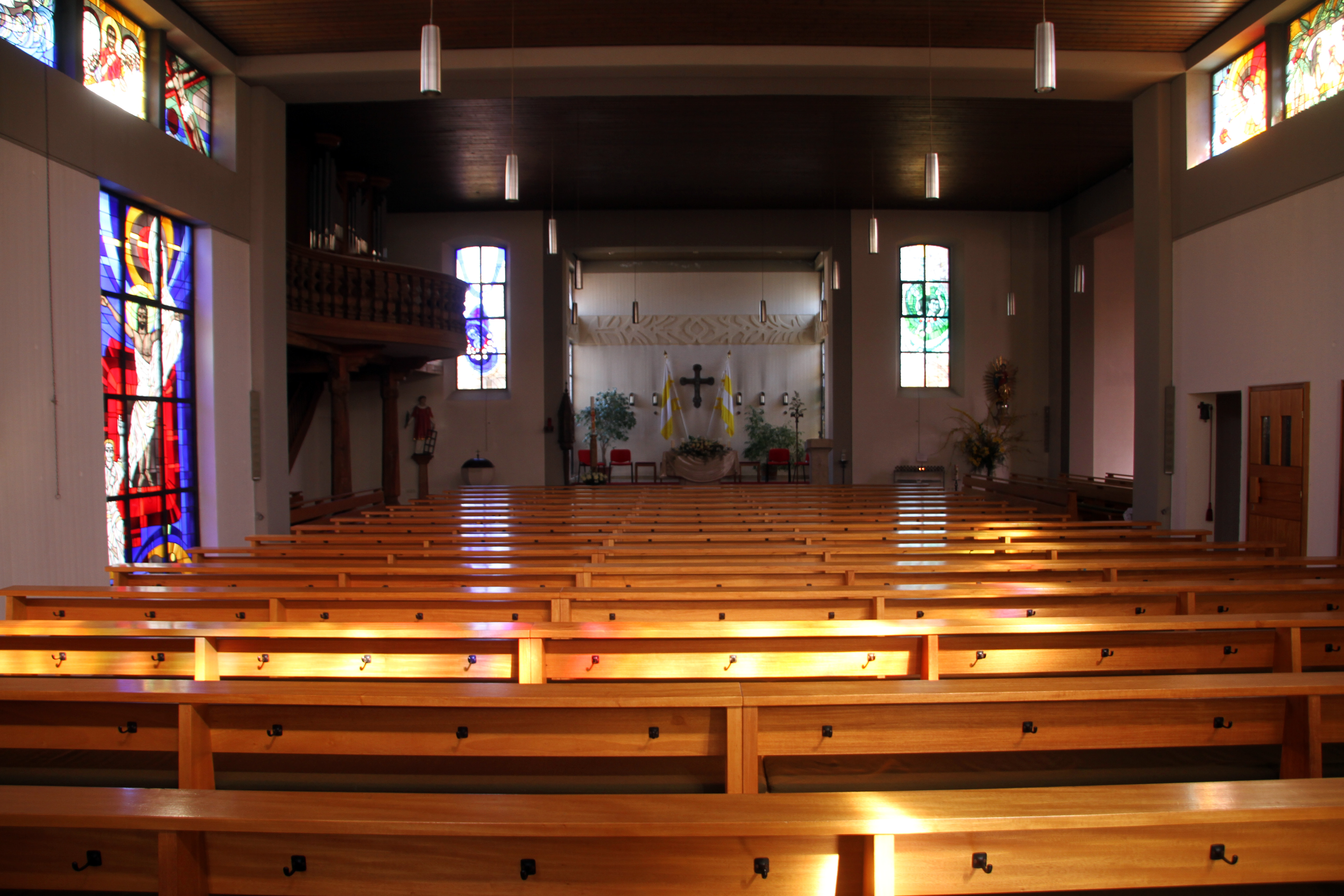
Blick vom modernen Portal zum neuen Chor
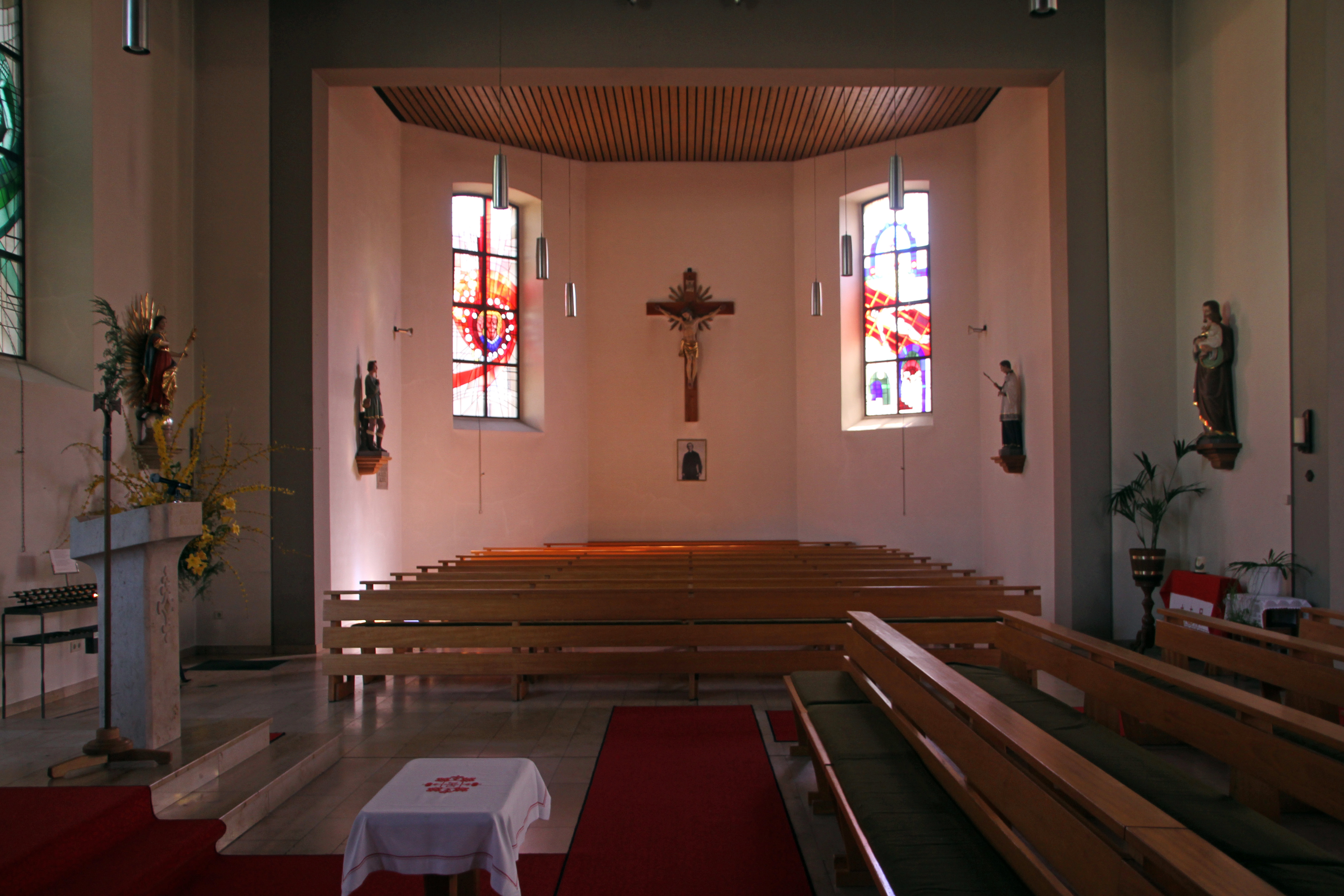
Blick von der Vierung in den alten Chor
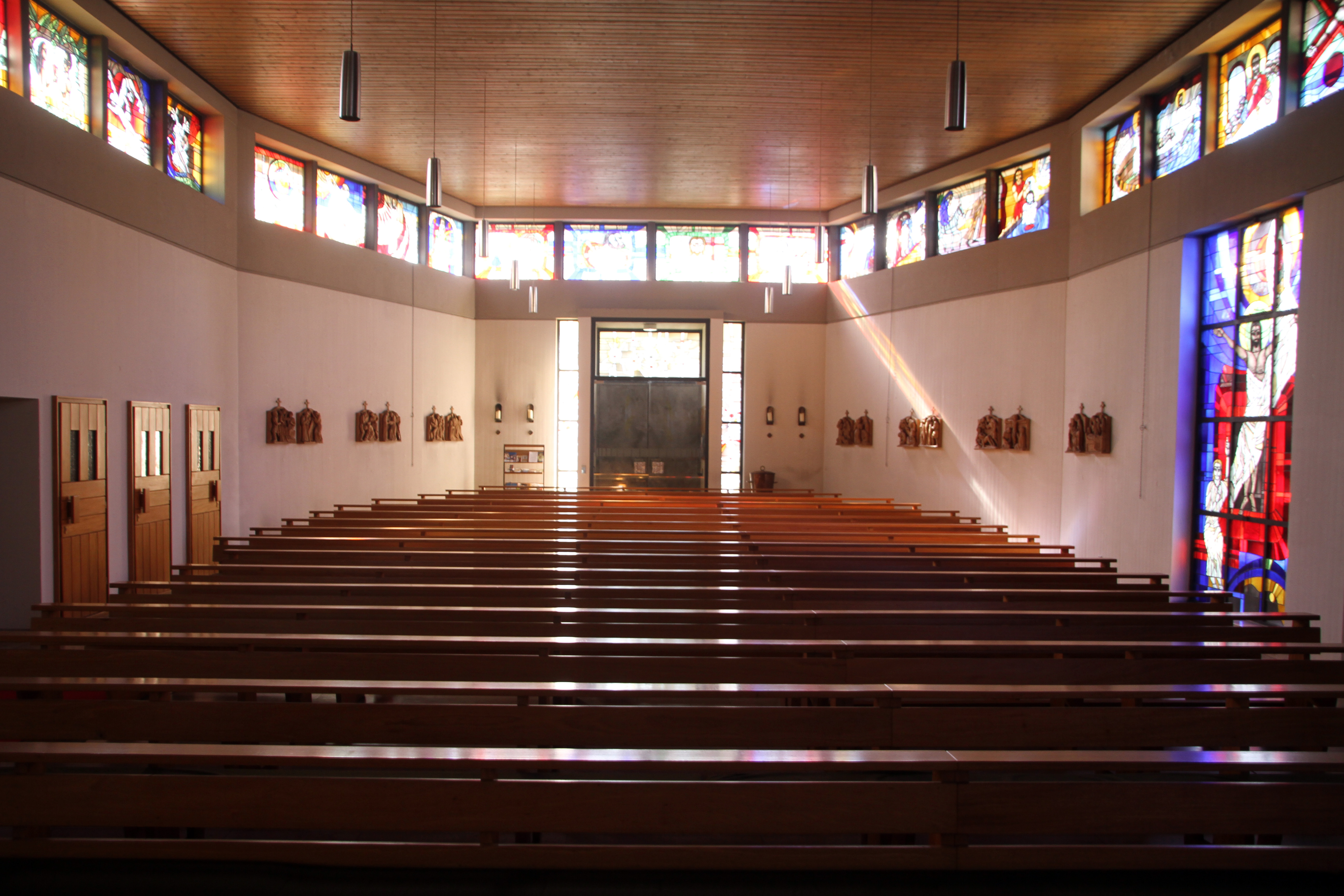
Blick von der Vierung zum modernen Portal

## Orgel

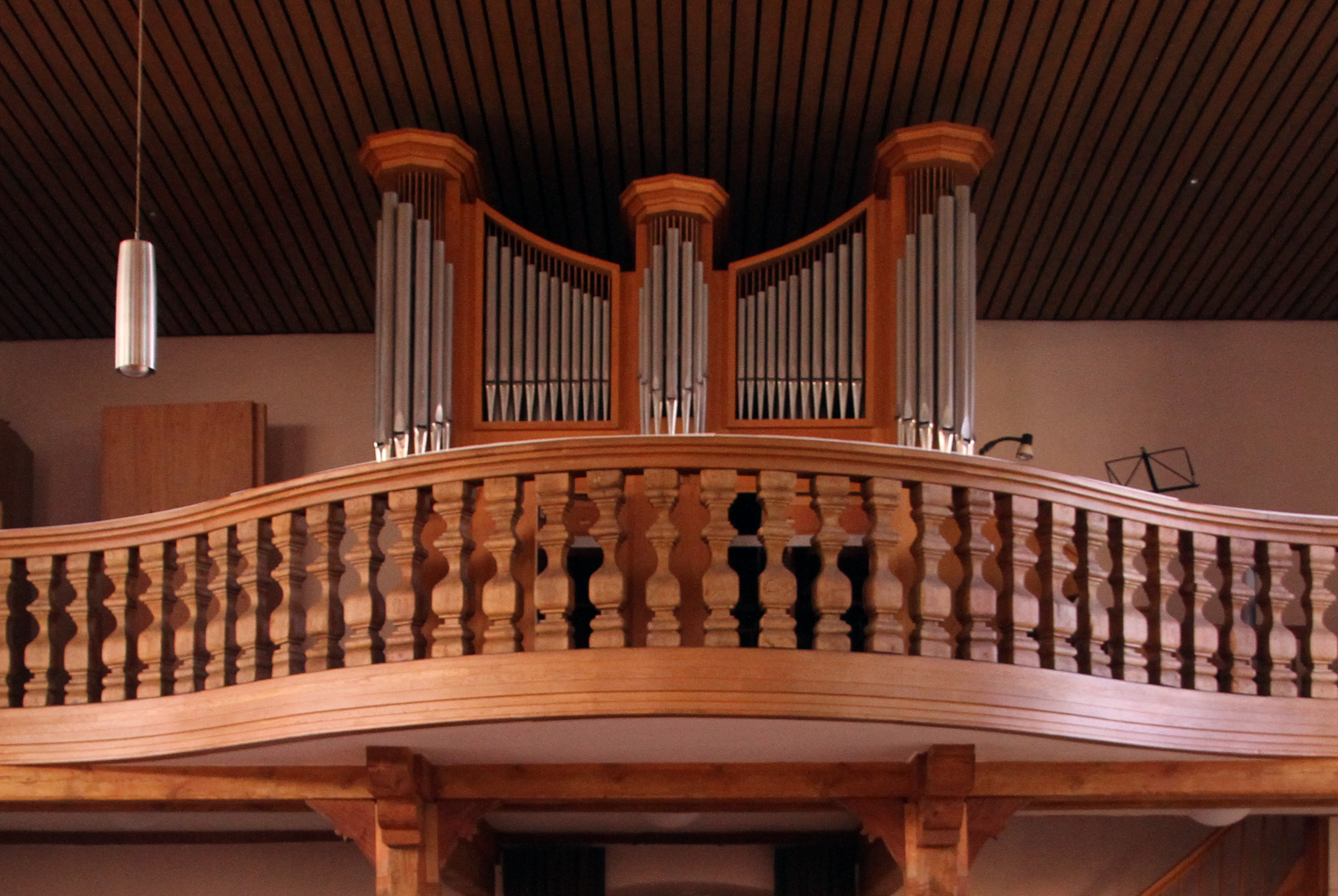
Zimnol-Orgel auf der Empore

Stiehr und Mockers (Seltz) bauten 1875 ein Orgelpositiv mit angehängtem Pedal. Es wurde 1906 von Franz Kämmerer (Speyer) umgebaut und auf sieben Register erweitert. Beide Trakturen waren mechanisch, die Windladen waren als Schleifladen ausgeführt. Das Positiv wurde 1945 bei Bombenangriffen zerstört. Als Ersatz baute E. F. Walcker & Cie. (Ludwigsburg) im Jahr 1953 eine zweimanualige Orgel mit zwölf Registern als opus 3135. Sie wurde 1982 von Paul Zimnol (Kaiserslautern) in die Katholische Kirche von Oberotterbach versetzt.
Dieser baute im Anschluss das heutige Instrument (op. 36) mit ebenfalls zwölf Registern auf zwei Manualen und Pedal. Die Spieltraktur ist mechanisch, die Registertraktur ist elektrisch. Alle Windladen sind als Schleifladen ausgeführt. Die Disposition lautet:
| I Hauptwerk C–g3 |                |       |
| 1.               | Gedacktflöte   | 8′    |
| 2.               | Prästant       | 4′    |
| 3.               | Weidenpfeife   | 4′    |
| 4.               | Nachthorn      | 2′    |
| 5.               | Sesquialter II | 2 ⁄3′ |
| 6.               | Mixtur III–V   | 1 ⁄3′ |

| II Nebenwerk C–g3 |              |    |
| 07.               | Bordun       | 8′ |
| 08.               | Flöte        | 4′ |
| 09.               | Prinzipal    | 2′ |
| 10.               | Rohrschalmey | 8′ |
|                   | Tremulant    |    |

| Pedal C–f1 |           |     |
| 11.        | Subbass   | 16′ |
| 12.        | Cellobass | 8′  |

- Koppeln: II/I, I/P, II/P

- Spielhilfen: zwei freie Kombinationen, Tutti